# Casa de Ossian H. Sweet
La casa de Ossian H. Sweet es una casa de propiedad privada ubicada en 2905 Garland Street en Detroit, Míchigan. La casa fue diseñada por Maurice Herman Finkel, y en 1925 fue comprada por su segundo propietario, el médico Ossian Sweet, un afroamericano. Poco después de que él se mudara, la casa fue el lugar de un enfrentamiento cuando una turba blanca de unas mil personas se reunió en protesta por la mudanza de la familia Sweet al antiguo vecindario de blancos. Las piedras arrojadas por la turba rompieron las ventanas, y alguien en la casa disparó contra la turba, matando a un hombre e hiriendo a otro. Sweet y otras diez personas de la casa fueron arrestadas por asesinato.
Contactado por la NAACP, el abogado de fama nacional Clarence Darrow se unió a su equipo de defensa. Tras un juicio nulo, en el segundo juicio se absolvió al principal imputado. La fiscalía retiró los cargos contra los acusados restantes. El caso se consideró importante como parte del movimiento de derechos civiles y el establecimiento de la libertad de residencia. La casa fue designada como Sitio Histórico del Estado de Míchiganen 1975 y está incluida en el Registro Nacional de Lugares Históricos en 1985.

## Ossian Sweet
Ossian Sweet nació en Florida y obtuvo un título médico de la Universidad de Howard. Practicó la medicina brevemente en Detroit, luego continuó sus estudios de medicina en Viena y París antes de regresar a Detroit en 1924 para aceptar un puesto en el Hospital Dunbar. Comenzó a ahorrar dinero para una casa y, en la primavera del año siguiente, había ahorrado 3500 dólares. Sweet usó los ese dinero como pago inicial de una casa de 18 500 dólares ubicada en Garland Street en el este de Detroit.

## La casa
La casa que compró Sweet es de ladrillo de un piso y medio, construida en 1919, y es típica de muchas casas en los vecindarios de clase trabajadora de Detroit. Es una estructura de estilo búngalo con un sótano completo, un porche abierto en el primer piso y un porche cerrado en el lado sur. El segundo piso está cubierto con tejas marrones, y encima de la casa hay un simple techo a dos aguas con una buhardilla central. La casa está rodeada por una valla de aluminio plateado sin pintar.
La casa está ubicada en la esquina de Garland y Charlevoix, en lo que en ese momento era un vecindario de blancos. Sweet eligió una casa en un vecindario de blancos porque las opciones de vivienda en los vecindarios negros eran en general más antiguas y deficientes, y quería mejores alojamientos para su esposa y su hija.

### 8 de septiembre de 1925
En los años 1920, los residentes blancos de Detroit tendían a definirse a sí mismos por la homogeneidad racial de sus vecindarios. También se enorgullecían de ser propietarios de viviendas e interpretaron el movimiento de negros hacia sus comunidades como una amenaza. Los inmigrantes afroamericanos de Detroit generalmente se vieron obligados a ubicarse en el lado este, donde los propietarios se aprovecharon del hacinamiento y cobraron alquileres altos. Las barreras a la propiedad de vivienda de los negros generalmente tomaron la forma de la negativa de los agentes de bienes raíces o los propietarios a vender casas a los negros, amenazas de violencia para hacer cumplir las barreras segregadas en las comunidades y pactos restrictivos que prohibían legalmente el movimiento de los negros en un vecindario.
Los Sweet compraron su casa en un área de inmigrantes mayoritariamente blancos a una pareja interracial. Dado que la pareja era interracial, los Sweet habían disminuido los temores sobre una represalia violenta de los vecinos blancos. Sin embargo, estos creían que la pareja anterior había sido blanca debido a su tez más clara. Cuando los vecinos se enteraron de que la casa fue vendida a una pareja afroamericana, organizaron "The Waterworks Park Improvement Association" para oponerse a su presencia en el vecindario. Como otros grupos vecinales, prohibieron juntos para preservar la homogeneidad racial y pretendían mantener "los altos estándares actuales del vecindario".
Conscientes de las tensiones en el área, los Sweet retrasaron su mudanza hasta el 8 de septiembre de 1925. El grupo de vecinos blancos que estaba al tanto de la inminente llegada de Sweet había prometido mantener a los negros fuera del vecindario. Sweet sabía de su hostilidad. Le dijo a su hermano que estaba "dispuesto a morir como un hombre", y se las arregló para que algunos amigos y parientes se quedaran con él durante unos días. Junto con la compañía, trajo armas y municiones para proteger su propiedad y la vida de su familia.
El vecindario estaba tenso y grupos de personas se reunieron afuera de la casa de Sweet. La policía de Detroit, al percibir una situación grave, colocó agentes en el lugar día y noche. Al día siguiente, 9 de septiembre, Sweet y sus amigos se fueron a trabajar. Cuando regresaron, la multitud se había convertido en una turba que arrojaba piedras y botellas. Un reportero del diario Detroit News, Philip A. Adler, testificó más tarde que la turba estaba formada por "400 y 500" personas, arrojando piedras que golpeaban la casa "como granizo". Esto duró hasta alrededor de las 10 de la nochecuando se escucharon disparos desde la ventana del segundo piso, tras los cuales uno de los asaltantes blancos cayó muerto y otro resultó herido. La policía arrestó y acusó de asesinato a todos los ocupantes de la casa.
La organización de derechos civiles NAACP prometió ayudar a la defensa y trajo a Clarence Darrow como abogado principal. Fue asistido por Arthur Garfield Hays y Walter M. Nelson. Frank Murphy fue el juez presidente. El jurado estaba formado por doce hombres blancos. A pesar de esto, Darrow construyó un caso impresionante argumentando defensa propia, y el caso terminó en un jurado en desacuerdo. La fiscalía decidió juzgar a los acusados individualmente por segunda vez y comenzó con el hermano de Ossian, Henry, pero este fue absuelto. Al darse cuenta de que no podría obtener condenas, la fiscalía retiró los cargos contra Ossian Sweet y los demás acusados.
Tras los juicios, Ossian Sweet alquiló la casa en Garland a una pareja blanca hasta 1930, cuando se mudó de nuevo a la casa. Sin embargo, tanto su esposa como su hija Iva, de dos años, habían muerto de tuberculosis en 1926 Sweet se volvió a casar dos veces y se divorció cada vez. En 1946, vendió la casa y se mudó al piso encima de una farmacia de su propiedad. En 1960, con problemas de salud, Sweet se suicidó.

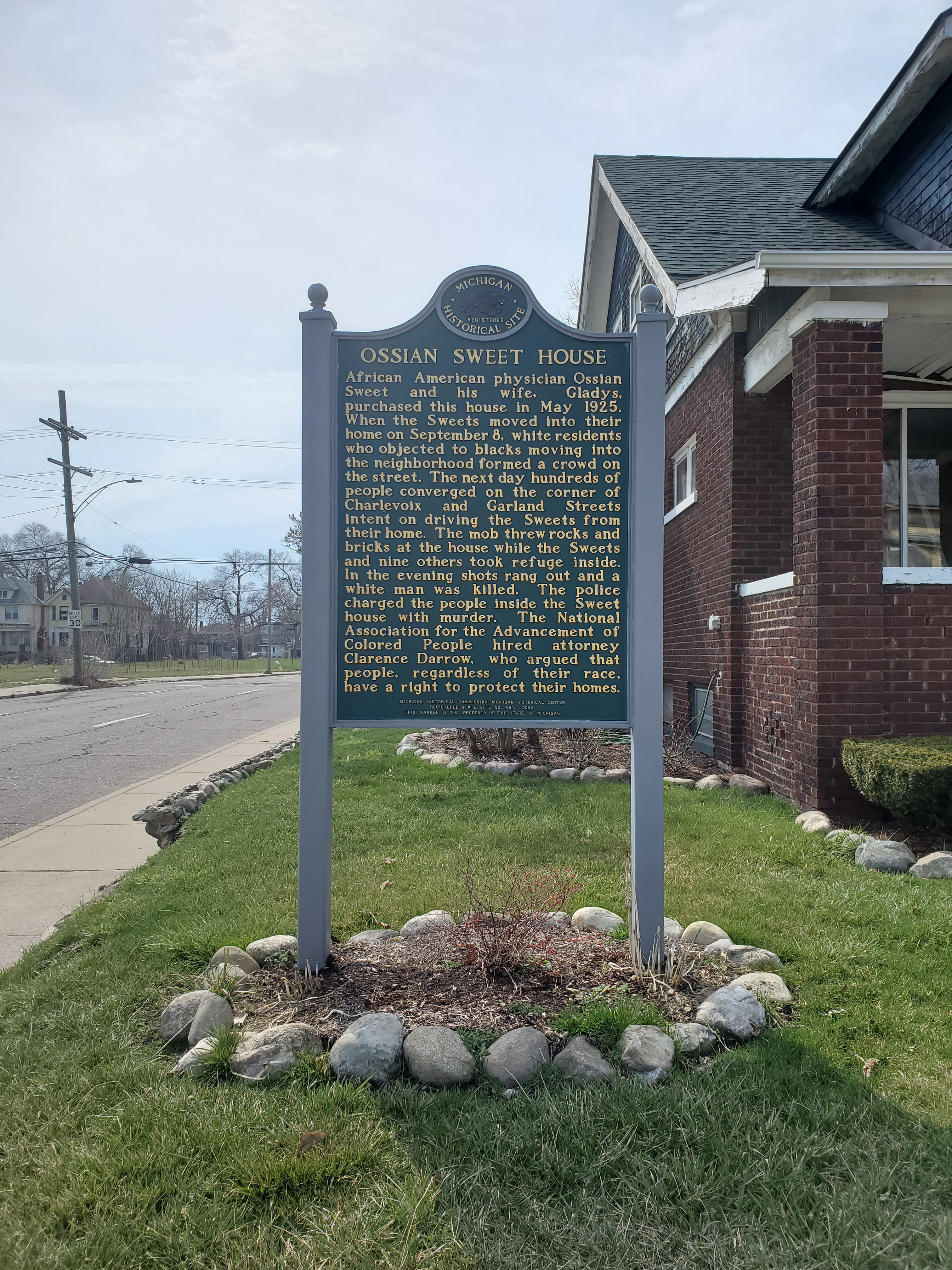
Un marcador histórico del estado de Míchiganque actualmente se encuentra frente a la casa en 2905 Garland

## Reconocimientos
El juicio de Ossian Sweet y diez familiares y amigos por asesinato después de defender su casa en Detroit captó la atención de los medios en los años 1920. El caso expuso las tensiones raciales en Detroit tras la Gran Migración Afroamericana y marcó un legado en la historia de desafiar la segregación en el sistema judicial.
El 13 de agosto de 2018, los funcionarios de la ciudad de Detroit anunciaron que otorgarían 500 000 dólares para comprar y rehabilitar la casa Sweet y las dos casas al otro lado de la calle.
El área histórica de Ossian Sweet es el sitio de un incidente racial mortal en 1925 después de que la familia negra se mudara al vecindario de blancos en el lado este de Detroit. El plan de acción para transformar el espacio se encuentra en etapas preliminares. Actualmente, la familia Baxter es propietaria privada de la casa, pero los funcionarios tienen la intención de hacer arreglos con el propietario para preservar las viviendas y colocar las entregas del museo en el primer piso para las visitas del público.
En este momento, hay un poste histórico en el césped de la casa que los recorridos y visitantes suelen frecuentar, pero con la instalación muchos más pueden conocer la importancia del caso a través de visitas programadas. El alcalde Mike Duggan dijo en el anuncio de la subvención: "A medida que Detroit continúa avanzando, no podemos olvidar dónde hemos estado. Preservar el hogar del doctor Sweet y expandir el distrito histórico nos dará la oportunidad de reflexionar sobre las luchas que muchas familias afroamericanas han enfrentado y celebrar a campeones como el doctor Sweet y otros, que defendieron lo que es correcto".